# Terkoest
Terkoest is een dorp in de Belgische provincie Limburg. Het ligt in het noordwesten van de gemeente Alken en bevindt zich op de plaats waar de Kozenbeek de vallei van de Herk binnenstroomt.

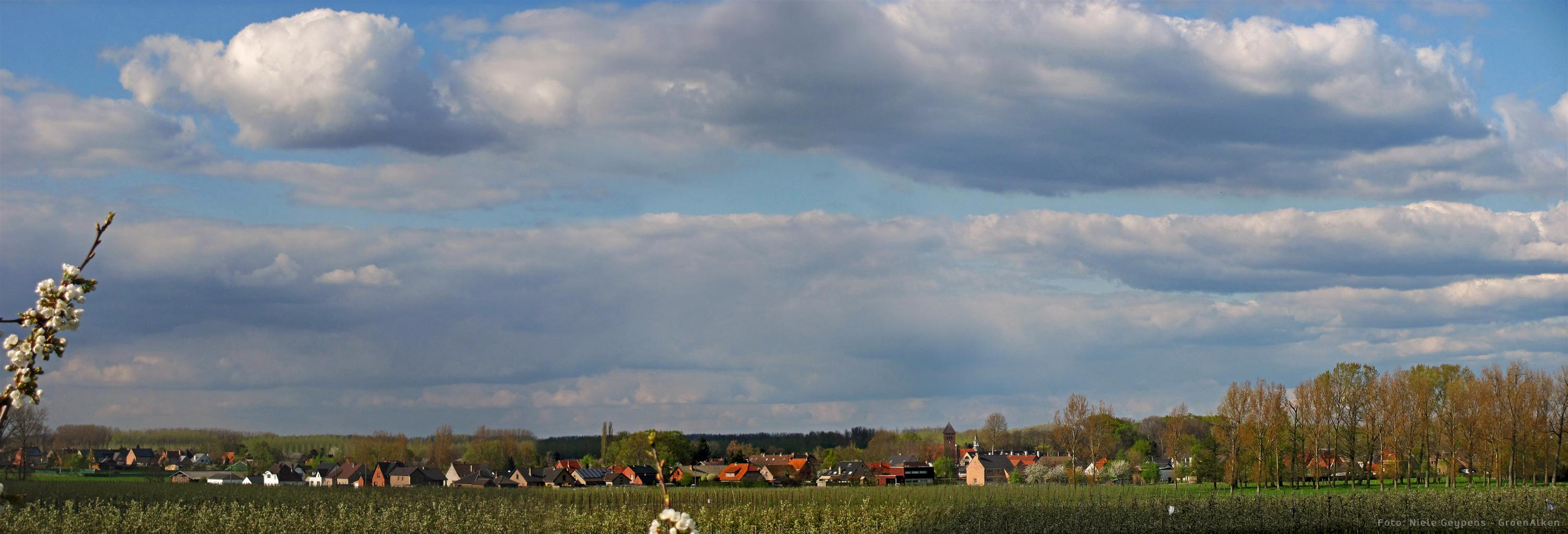
Panorama van de dorpskern van Terkoest vanuit zuidoostelijke richting

## Toponymie
Het toponiem Terkoest is afkomstig van een oud woord voor begroeiing.

## Geschiedenis

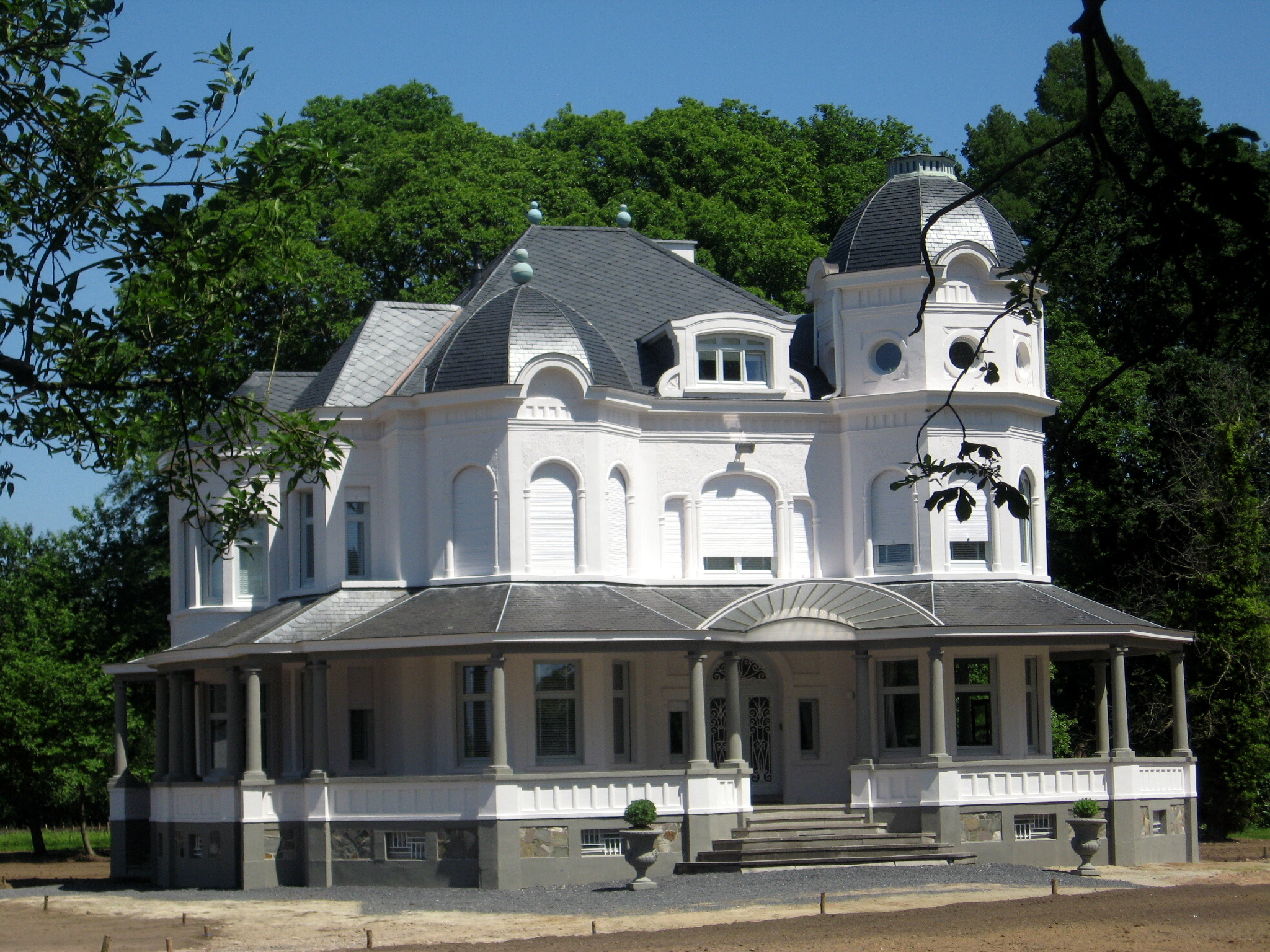
Kasteel Leva

De oudste sporen van bewoning van de plaats dateren uit eind 12de, begin 13de eeuw. In deze tijd was er een motte gelegen niet ver van het huidige Kasteel Leva.
Tijdens het ancien régime behoorde de plaats tot het kwartier Terlinden, een van de bestuurlijke gebieden van Alken. Op de Ferrariskaart uit de jaren 1770 was de plaats nog een landelijk gebied, maar was wel al het Kasteel d'Erckenteel te zien. Wat ten westen liep de oude weg naar Stevoort, met daarlangs wat bebouwing en hoeves. Ook de watermolen op de Herk is aangeduid. In het zuidoosten stond het Kasteel Saren.
Op de Atlas der Buurtwegen omstreeks het midden van de 19de eeuw staat het kasteel als Château d’Erkentin, met in de directe omgeving nog steeds slechts beperkte bebouwing. In de tweede helft van de eeuw werd een nieuwe rechte weg naar Stevoort, richting Herk-de-Stad aangelegd, dichter langs het kasteel.
In 1938 werd het Kasteel Saren afgebroken en werd daar het Kasteel Leva opgetrokken. In de loop van de twintigste eeuw ontwikkelde zich een groter dorp rond het Kasteel d'Erckenteel. Vanaf 1927 werden al publieke erediensten verzorgd in de kapel van het kasteel en in 1951 werd Terkoest een zelfstandige parochie. In 1953 werd de -toen nieuwe- woonkern ontworpen door J. Boseret van de Dienst Huisvesting van de gemeente Alken. Het werd beschouwd als een nieuw dorp in Limburg.
In 1960 werd in Terkoest een kerk gebouwd ter vervanging van de kapel van Kasteel d'Erckenteel. Het kasteel werd later omgebouwd tot rusthuis, er kwam een basisschool en een cultureel centrum.

## Geografie

### Situering
Terkoest bevindt zich ongeveer 3 km ten noordwesten van de dorpskern van Alken-centrum en bijna 3 km ten noorden van de dorpskern van Sint-Joris. In het het westen, noorden en het oosten grenst Terkoest aan de stad Hasselt en in het zuidwesten aan de gemeente Nieuwerkerken.
| Naburige dorpen en steden | Naburige dorpen en steden | Naburige dorpen en steden | Naburige dorpen en steden | Naburige dorpen en steden |
| ------------------------- | ------------------------- | ------------------------- | ------------------------- | ------------------------- |
| Stevoort                  |                           |                           |                           | Hasselt                   |
|                           |                           |                           |                           |                           |
| Wijer                     | Sint-Lambrechts-Herk      |                           |                           |                           |
|                           |                           |                           |                           |                           |
| Kozen                     |                           | Sint-Joris                |                           | Alken-Centrum             |

Binnen Terkoest bevinden zich een 4 gehuchten: Blekkenberg, Nachtegaal, Ter Linden en Zwartewinning.

### Hydrografie
De rivier de Herk, een zijrivier van de Demer, loopt ten oosten van de dorpskern. Ten noorden mondt de Kozenbeek uit in de Herk.

## Demografie
In Terkoest wonen ongeveer 2500 mensen.

## Bezienswaardigheden

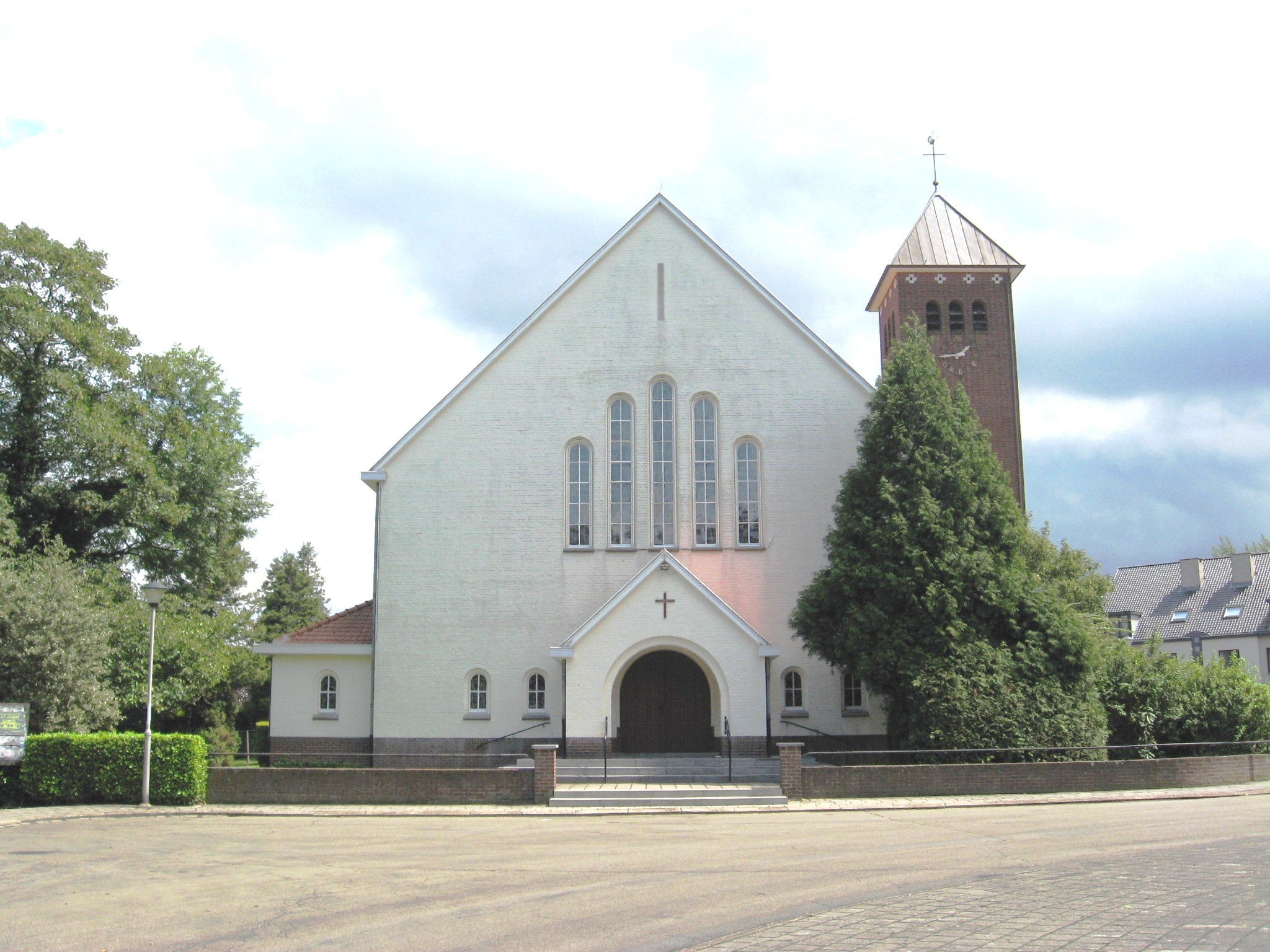
Onze-Lieve-Vrouw Onbevlekt Ontvangenkerk

- Het dorp telt drie kastelen: Kasteel d'Erckenteel, Kasteel Leva en Kasteel Geuzentempel die op korte afstand van elkaar staan.
- De Nieuwe Molen, een watermolen op de Herk.
- Het beschermde Zeegershof
- Verscheidene oude Haspengouwse hoeves:
  - Lindestraat 149, beschermde semi-gesloten vakwerkhoeve
  - Lindestraat 195, beschermd L-vormig restant van een vakwerkhoeve
- Het Haspengouwse landschap, de herkvallei, fruitboomgaarden en het fietsroutenetwerk
- De Onze-Lieve-Vrouw Onbevlekt Ontvangenkerk, een bouwwerk uit 1960.

## Cultuur

### Evenementen
Het weekend van de tweede zondag in juni staat elk jaar in het teken van Terkoest kermis.

## Economie
Er bevinden zich 20 handelszaken in het dorp, waaronder een bed-and-breakfast en een supermarkt.

## Verkeer en vervoer
- Terkoest ligt 1,5 km van het station van Alken, met rechtstreekse verbindingen naar Leuven, Hasselt, Brussel, Gent en Genk.
- Langs de dorpskern van Terkoest loopt de N754 van Alken naar Stevoort.
- Terkoest is verbonden met Hasselt via een fietspad door de beemd van de Herk en de Kleine Herk.
- De fietsknooppunten 178 en 174 van het Limburgs fietsroutenetwerk bevinden zich in Terkoest.

## Sport
- FC Alken, een voetbalploeg die uitkomt in de provinciale reeksen van de KBVB[6]
- ZVK Terkoest, een zaalvoetbalploeg die uitkomt in 3de nationale van de KBVB.[7][8]